# Kultur- und Zeitgeschichte, Archiv der Zeit
Kultur- und Zeitgeschichte, Archiv der Zeit e. V. ist ein als rechtsextrem eingeordneter Verein.
Die Vereinigung wurde am 2. Oktober 1985 als „Institut“ auf Initiative des einflussreichen rechtsextremen Verlegers, ehemaligen SS-Hauptsturmführers und NPD-Funktionärs Waldemar Schütz in Rosenheim mitbegründet – er wurde dann auch deren erster Vorsitzender. Zu den Vorstandsmitgliedern gehörten weiterhin Karl Hans Ertl (geschichtsrevisionistischer Publizist), Wolfgang Huber (ehemaliger bayerischer Verfassungsrichter und Leiter der NPD-Rechtsabteilung) und Klaus Christoph Marloh (ehemaliger SS-Offizier und Gesellschafter des Nation Europa Verlages).
Erklärtes Ziel war die „Sicherung eines wahren deutschen Geschichtsbildes und der Übermittlung der wirklichen deutschen Verhältnisse in den letzten 75 Jahren für die künftigen Generationen“. Der Verein arbeitete an der Etablierung eines Archivs und einer politisch ausgerichteten Fachbibliothek. Die Veröffentlichungen wurden nach eigenem Bekunden in einem Wert von etwa 250.000 DM an Bibliotheken, Historiker und Studierende versandt. Finanziert wurden die Aktivitäten durch einen ca. 1000 Personen umfassenden Förderkreis. Im Jahre 1995 feierte der Verein unter Anwesenheit des rechtsextremen österreichischen Publizisten und Politikers Otto Scrinzi (FPÖ), der die Festrede hielt, in Goslar sein zehnjähriges Bestehen.
Im Jahre 1999 wurde der Publizist Hans-Ulrich Kopp, der ebenfalls dem rechtsextremen Spektrum zugerechnet wird, Vorsitzender der Vereinigung. Im Dezember 2014 übernahm der AfD-Politiker Andreas Kalbitz den Vorsitz der Organisation. Nachdem Kalbitz’ Tätigkeit in der Vereinigung bekannt geworden war, verließ er den Verein. Am 16. April 2016 wählten die Mitglieder auf einer Mitgliederversammlung in Fulda einen neuen Vorstand: 1. Vorsitzender ist Martin Pfeiffer (Graz), der auch die Gesellschaft für freie Publizistik e. V. anführt. Zweite Vorsitzende ist Elke Sander (Fürstenwalde), die Witwe des Publizisten Hans-Dietrich Sander, und der Schatzmeister ist Rainer Höke (Preußisch Oldendorf), der Geschäftsführer der Deutschen Verlagsgesellschaft (DVG).
Der Verein veröffentlichte etwa ein Nachschlagewerk zur Deutschen Geschichte im 20. Jahrhundert. Zu den einschlägigen Autoren gehörten u. a. Nikolaus von Preradovich, Emil Schlee, Adolf von Thadden und Georg Franz-Willing. Die Extremismusforscher Uwe Backes und Patrick Moreau (1993) sowie die Fachjournalisten Rainer Fromm (1994) und Anton Maegerle (2007)  attestierten der Vereinigung Geschichtsrevisionismus. Die Herausgeber des Jahrbuchs Extremismus und Demokratie, Uwe Backes und Eckhard Jesse, stellten in Archiv-der-Zeit-Schriften eine Verherrlichung der Wehrmacht fest. Nach einem RBB-Bericht war dem Bayerischen Landesamt für Verfassungsschutz 2015 „eine Distanzierung des Vereins von einer rechtsextremistisch orientierten Geschichtsbetrachtung […] nicht bekannt“ und der Rechtsextremismusforscher Hajo Funke verortete die Vereinigung im Rechtsextremismus.